# Gnathonyx
Gnathonyx is een kevergeslacht uit de familie van de boktorren (Cerambycidae). De wetenschappelijke naam van het geslacht werd voor het eerst geldig gepubliceerd in 1894 door Gahan.

## Soorten
Gnathonyx omvat de volgende soorten:
- Gnathonyx amplitarsalis Komiya & Nylander, 2005
- Gnathonyx heteromandiblaris Komiya & Nylander, 2005
- Gnathonyx inermis Komiya & Nylander, 2005
- Gnathonyx orientalis Komiya & Nylander, 2005
- Gnathonyx piceipennis Gahan, 1894